# Warburgiella aureonitida
Warburgiella aureonitida là một loài Rêu trong họ Sematophyllaceae. Loài này được (E.B. Bartram) H. Akiy. miêu tả khoa học đầu tiên năm 1993.